# 杜洪 (十六国)
杜洪（？—352年），五胡十六国時代後趙将领，京兆郡人。冉闵代赵，中原大乱，杜洪据長安自立。
杜洪原为京兆郡的豪族。出仕後趙，担任長安守将車騎将軍王朗手下軍中司馬。350年正月，鎮守鄴城武德王石閔（冉闵）与鎮守襄国的新興王石祗决裂，王朗和征東将軍麻秋離开長安前往洛陽。八月，杜洪趁机占据長安，自称晋朝的征北将軍、雍州刺史，任命冯翊人张琚为司马，关西的夷人、汉人全都响应他。
割据枋頭的氐族酋長苻健计划夺取长安，又怕杜洪知道，就接受了石祗授予的官爵，在枋头修建了宫室，督促百姓种麦，以表示没有西进的意图。准备充分后，苻健全軍開始西征。苻健派弟弟輔国将軍苻雄率领五千兵众从潼关进入关中，派遣哥哥的儿子杨武将军苻菁率领七千兵众从轵关进入关中，苻健自率大軍跟随着苻雄前进。杜洪听到消息以后，致書苻健，对他表示轻蔑。杜洪任命张琚的弟弟張先（《十六国春秋》作張光）为征虏将军，率领兵众一万三千人在潼关以北迎战。张先的兵众大败，逃回长安。杜洪征召了关中的全部兵众以抵抗苻健。他的弟弟杜郁劝说他去迎接苻健，他没有听从。杜郁便率领他的部队投降苻健。
杜洪的同盟者氐人首领毛受、徐磋、白犢、各率数万兵守为渭水北砦，苻雄到来后，他们全都杀死杜洪的使者，派儿子为代表去向苻健投降。苻菁、魚遵所经过的城乡，也无不投降归附。杜洪十分害怕，固守长安。九月，苻菁进军渭北，杜洪派張先迎战，苻菁擒获了张先，周围的郡县以及营垒、营寨全都投降苻健。十月，苻健進軍到达长安，杜洪、张琚逃奔到司竹。十一月，苻健入長安城，秦州、雍州的夷人、汉人全都归附。
351年三月，杜洪派遣使者联合东晋梁州刺史司马勋，討伐苻健。四月，司马勋率领步、骑兵三万人前往，在五丈原战敗，于是退回南郑。352年正月，司马勋已经回到汉中，杜洪驻扎在宜秋。杜洪自以为出身豪族而轻视张琚。张琚于是就杀掉了杜洪，自立为秦王，改年号为建昌。
《十六国春秋》、《晋书·司马勋传》与《晋书·苻健載記》、《資治通鑑》記載相異。《十六国春秋》、《晋书·司马勋传》的记载是：杜洪作为豪族，轻视張琚。杜洪知道司马勋害怕張琚兵強，劝说司马勋：“不殺張琚，關中非國家有也。”司马勋于是假装邀请張琚，在座中将其殺害。張琚之弟張先逃至池陽，集兵攻打司马勋。司马勋多次作战不利。杜洪乘乱自称秦王，改元建昌，置百官。352年五月，苻健率步騎二万攻打杜洪所守宜秋，杜洪战敗被殺害。《晋书·苻健載記》、《資治通鑑》记载自称秦王的是張琚。